# Peabiru
Peabiru là một đô thị thuộc bang Paraná, Brasil. Đô thị này có diện tích 469,495 km², dân số năm 2007 là 13371 người, mật độ 27,7 người/km².